# Erythroxylum divaricatum
Erythroxylum divaricatum är en tvåhjärtbladig växtart som beskrevs av Johann Joseph Peyritsch. Erythroxylum divaricatum ingår i släktet Erythroxylum och familjen Erythroxylaceae. Inga underarter finns listade i Catalogue of Life.